# Фабијан Швингеншлегл
Фабијан Швингеншлегл (Ерланген, 15. август 1991) немачки је пливач чија специјалност су трке прсним стилом. 

## Спортска каријера
Прве озбиљније резултате у каријери, Швингеншлегл је остварио током студија у Сједињеним Државама, где се такмичио за пливачке секције универзитета Вестерн Кентаки и Мисури. Као члан екипе Универзитета Мисури освојио је 2016. титулу универзитетског првака у трци на 100 јарди. 
Међународну каријеру је започео пливајући на митинзима светског купа у малим базенима, а први запаженији резултат остварио је на Летњој Универзијади 2017. у Тајпеју, где је освојио бронзану медаљу у трци на 50 метара прсним стилом. У децембру исте године по први пут је наступио на европском првенству у малим базенима, које је те године одржано у Копенхагену. Било је то прво такмичење на коме се фокусирао искључиво на трке прсним стилом, успевши да се пласира у финала све три појединачне трке.
Током 2018. по први пут је наступио и на европском првенству у великом базену у Глазгову (бронзана медаља у штафети 4×100 мешвито) и светском првенству у малим базенима у Хангџоуу (седмо место на 50 прсно). 
На светским првенствима у великим базенима је дебитовао у корејском Квангџуу 2019. где се такмичио у једној појединачној и две штафетне трке. У појединачној трци на 100 прсно заузео је 20. место у квалификацијама, док је у штафетним тркама на 4×100 мешовито и 4×100 мешовито микс пливао и у квалификацијама и у финалима (немачка штафета је у финалима заузела осмо и седмо место).